# 阿說示
阿說示（梵文：Aśvajit；巴利文：Assaji），又作阿濕婆氏多、阿濕縛伐多、阿奢踰時、阿濕婆、阿鞞、頞鞞，濕鞞。意譯馬勝、馬星、馬師、調馬，敬稱「尊者正願」。是釋迦牟尼佛弟子，為五比丘之一，證阿羅漢果。

## 名稱
阿說示，字面直翻為馬勝、馬星、馬師、調馬。

## 生平
阿說示生在婆羅門家庭，漢傳佛教說，他與阿若憍陈如同是悉達多太子（成佛後稱釋迦牟尼），母系的親屬。南傳佛教傳說，他與阿若憍陈如是悉達多太子出生時，前往預言的占星學家。
在悉達多太子出家後，阿說示受淨飯王指示，與阿若憍陈如等四人一同要找回悉達多太子來繼成王位。但後來卻被王子說服追隨悉達多太子出家，在苦行林中一同修行。悉達多太子成道後，成為佛陀，也就是釋迦牟尼。成佛後即前往鹿野苑初轉法輪，對五比丘說［四聖諦-苦集滅道］。轉法輪經中，阿說示比丘在四位證初果中, 是最後一位證須陀洹果，而在五比丘聽無我相經時, 是第五位證阿羅漢者。
阿說示以威儀端正而聞名於僧團，曾擔任釋迦牟尼的侍者。
舍利弗看見阿說示走在王舍城路上的威儀，向他請教，阿說示尊者即說四句偈，即著名的緣起偈: 「諸法從因生，諸法從因滅。如是滅與生，沙門說如是。」舍利弗於是證入初果，決定加入釋迦牟尼僧團。由於舍利弗是從阿說示尊者的開示而證初果， 對阿說示尊者極為恭敬，只要聽說尊者在哪個方向，他就會朝該方向合十， 以示尊敬。當他躺下來休息時， 他也會把頭朝著那個方向。他們在優樓頻螺修習，當太子要修習中道時， 他們認為太子沉淪於享樂。

在中部的薩遮迦小經記載，有一日, 阿說示尊者毘舍離化緣，遇尼乾子薩遮迦向他那邊走來，質問阿說示尊者的導師是怎樣教弟子? 阿說示尊者說:「世尊常對弟子說色是無常，受是無常，想是無常, 行是無常，識是無常; 色是無我, 受是無我, 想是無我, 行是無我, 識是無我; 一切行無常, 一切法無我。」這個答案令尼乾子薩遮迦非常不滿，要去找世尊辯論，卻被世尊反問得無言而對，在迫於情勢下回答世尊的提問後，終承認他自己是個膽大妄為的人，自以為可在辯論中擊倒佛陀。後供養佛陀及僧團食物。

## 外部連結
- 佛光大辭典－阿說示[永久]
- 巴利三藏 - Assaji （页面存档备份，存于）